# Victor Patrașco
Victor Patrașco (sinh ngày 26 tháng 9 năm 1998) là một cầu thủ bóng đá người Moldova thi đấu ở vị trí hậu vệ trái cho F.K. Ufa. Anh cũng mang quốc tịch Nga với tên Viktor Viktorovich Patrashko (tiếng Nga: Виктор Викторович Патрашко).

## Sự nghiệp câu lạc bộ
Anh có màn ra mắt tại Giải bóng đá ngoại hạng Nga cho F.K. Ufa vào ngày 15 tháng 4 năm 2017 trong trận đấu với F.K. Amkar Perm.

## Thống kê sự nghiệp

### Câu lạc bộ
Tính đến 10 tháng 12 năm 2017
| Câu lạc bộ           | Mùa giải            | Giải vô địch                            | Giải vô địch | Giải vô địch | Cúp     | Cúp       | Châu lục | Châu lục  | Tổng cộng | Tổng cộng |
| Câu lạc bộ           | Mùa giải            | Hạng đấu                                | Số trận      | Bàn thắng    | Số trận | Bàn thắng | Số trận  | Bàn thắng | Số trận   | Bàn thắng |
| -------------------- | ------------------- | --------------------------------------- | ------------ | ------------ | ------- | --------- | -------- | --------- | --------- | --------- |
| FC Academia Chișinău | 2015–16             | Giải bóng đá hạng nhất quốc gia Moldova | 5            | 0            | 0       | 0         | –        | –         | 5         | 0         |
| FC Academia Chișinău | 2016–17             | Giải bóng đá hạng nhất quốc gia Moldova | 14           | 0            | 0       | 0         | –        | –         | 14        | 0         |
| FC Academia Chișinău | Tổng cộng           | Tổng cộng                               | 19           | 0            | 0       | 0         | 0        | 0         | 19        | 0         |
| F.K. Ufa             | 2016–17             | Giải bóng đá ngoại hạng Nga             | 0            | 0            | 0       | 0         | –        | –         | 0         | 0         |
| F.K. Ufa             | 2017–18             | Giải bóng đá ngoại hạng Nga             | 1            | 0            | 0       | 0         | –        | –         | 1         | 0         |
| F.K. Ufa             | Tổng cộng           | Tổng cộng                               | 1            | 0            | 0       | 0         | 0        | 0         | 1         | 0         |
| Tổng cộng sự nghiệp  | Tổng cộng sự nghiệp | Tổng cộng sự nghiệp                     | 20           | 0            | 0       | 0         | 0        | 0         | 20        | 0         |